# Pesoz
Pesoz (en eonaviego: Pezós) es un concejo de la comunidad autónoma del Principado de Asturias, en el norte de España, la única parroquia de dicho concejo y una villa de dicha parroquia, capital del concejo. Limita al norte con Illano, al sur con Grandas de Salime, al este con Allande y al oeste con San Martín de Oscos.
En los últimos años ha experimentado una importante tendencia demográfica decreciente, hasta quedar por debajo de los 200 habitantes en 2007, siendo desde ese mismo año el segundo concejo menos poblado de Asturias, tras Yernes y Tameza, contando con 141 habitantes censados en 2021. Es uno de los concejos en los que se habla eonaviego o gallego-asturiano.

## Geografía
Su relieve se corresponde con el general de la comarca, es decir, abundancia de la pizarra en su forma primaria. El tipo es la grauvaca, roca sedimentaria de antigua formación, cuarzo y feldespato con asociaciones residuales de otras rocas. La variedad de Grauwacka se combina con todas las variedades de la pizarra común. El color de la grauvaca suele ser marrón, gris con algunas líneas verdes, blancas y rojas y algunas pizarras casi negras. La estructura de estas pizarras varía mucho, siendo la más usual la que se rompe en lajas y hojas regulares que a su vez sirve para la construcción de tejados de casas y lindar fincas, resultando este material accesible económicamente.
Su topografía es abrupta, pero menos escabrosa que la del contorno geográfico, con alturas inferiores a los 800 m, siendo de mención los Cordales de Leares y San Isidro, así como la loma de Sequeiros, al norte y noroeste. La loma de Pesoz recorre el término municipal de norte a sur, limitando las elevaciones meridionales con el Cordal de Grandas.
En cuanto su red hidrográfica cabe destacar los ríos Agüeira y Navia, desembocando el primero en el segundo. El Agüeira nace en el puerto de La Garganta, en tierras gallegas, concretamente en Fonsagrada, Lugo. Tras atravesar los concejos vecinos de Santa Eulalia y San Martín de Oscos, se adentra en Pesoz recogiendo las aguas del río Ahio y desembocando en el Navia en las proximidades de Pelorde, en el embalse de Doiras. El Navia sirve de límite fronterizo con el concejo de Allande.
Gracias a su particular relieve su vegetación está repleta de abedules y robles en la media montaña, y castaño en el fondo. La repoblación de la mitad del siglo pasado, fuerza un retroceso de las especies autóctonas a favor de otras como el eucalipto y el pino.
Posee un microclima aislado de las brisas marinas que suben por los valles del bajo Río Navia, quedando como una serie de valles altos del Río Agüeira con ciertas características ambientales propias, con inviernos bastante fríos con fuertes heladas y veranos cálidos. Tiene un aire relativamente seco, lo que permite que haya sido uno de los concejos vinícolas de Asturias desde antaño. Actualmente el principado de Asturias recupera la historia de este vino como parte del atractivo histórico y turístico de la zona, estando el territorio del concejo dentro de la D.O.P. vino de Cangas.

## Historia
Se tiene constancia que el territorio de Pesoz estuvo ocupado desde tiempos remotos, como lo demuestran los castros de Santa Cruz y San Isidro, los cuales nos mostraban el sistema que tenían para defender los asentamientos y que no era otro que el hincamiento de lajas de pizarra. Se sabe que estos castros comenzaron en el neolítico, siguieron en la Edad del Bronce para tener su apogeo en la Edad del Hierro.
Hay indicios que en la época de la romanización existían la zona explotaciones mineras, lo cual aparece toponímicamente documentado en As Furadías y Brañavella.
Sin embargo, no es posible disponer de datos tanto de la época visigoda como del periodo de la monarquía asturiana. El primer documento medieval del que se tiene constancia es el que se refiere a la donación hecha por parte de Alfonso VII al obispo de Oviedo, de unos territorios comprendidos entre los ríos Eo y Navia y que se tenían como parte integrante de Castropol, hecho este que da lugar a duda, ya que en otra donación efectuada por Fernando II, este lo asocia a Grandas de Salime. Esta situación de estar bajo jurisdicción episcopal se mantiene durante el bajo medievo y principio de la Edad Moderna, llegando a su fin en la época de la desamortización realizada por Felipe II en 1580, el cual vende los terrenos a Alonso de Navia Bolaño, provocando una respuesta airada por parte del pueblo, que no lo acepta y recurre la venta, no resolviéndose la situación hasta 1585, en el que se da la razón al pueblo. El otorgante es Alonso del Camino bajo los auspicios del representante real Gutierre de Navia y Mon. En octubre de dicho año se aprueban las primeras leyes y ordenanzas concejiles y nace el concejo ya desligado de la supervisión obispal. No obstante, a la hora de ir a la junta general del Principado, lo haría bajo auspicios de Castropol. Estas ordenanzas no fueron modificadas hasta 1779 en las cuales se le fue concediendo al pueblo mucho más protagonismo.
Ya en tiempos más cercanos, debemos comentar las consecuencias que sufrió el concejo con la guerra de la Independencia contra las tropas francesas, en la cual se sufrieron invasiones a cargo del general Bonet y el general Ney en 1809. De las guerras Carlistas destacar que Pesoz se convierte en lugar de paso de las partidas de Casariego y Méndez.
En el siglo XX destacaremos la incidencia que tuvo para el concejo la construcción del embalse de Grandas que afectó positivamente sobre su población y que al acabarse provocó un descenso demográfico, con unas consecuencias económicas y sociales muy negativas para el concejo, del que se espera pueda salir dentro de muy poco tiempo, ya que el municipio cuenta con recursos como para poder afrontar el futuro con un mayor optimismo.

## Demografía
Pesoz cuenta con una población de 135 habitantes (INE 2024).
| Gráfica de evolución demográfica de Pesoz entre 1842 y 2021                                                         |
| |
| Población de derecho según los censos de población del INE Población de hecho según los censos de población del INE |

La población de Pesoz sigue las líneas trazadas para toda la comarca rural occidental. De las 900 personas que había a comienzos del siglo XX, se ha llegado a las 256 a comienzos del siglo XXI, siendo destacable el aumento originado a mitad del siglo por la construcción del Embalse de Grandas de Salime y que acrecentó la población hasta los 2154 habitantes. A la pérdida de esta población que estaba asentada temporalmente en el concejo, también se sumará después la emigración a Europa y a los centros industriales del principado, particularmente Avilés y Gijón, provocando un descenso de hasta un 60 % entre 1950 y 1960, que trae como consecuencia el envejecimiento prematuro de la población, siendo de un 20 % la cantidad de habitantes menor de 20 años, presentándose unas estructuras demográficas bastante alteradas. Este municipio uniparroquial, concentra a la mayoría de su población en torno a su capital, dispersándose el resto en pequeños núcleos, muchos de ellos prácticamente deshabitados.

## Economía
Económicamente hablando, el motor que sustenta el concejo, es básicamente el sector primario, y más concretamente la ganadería que genera el 80 % del empleo local. De régimen de estabulación invernal, la producción tiene una orientación mixta láctea y cárnica siendo esta última la dominante, aunque por un estrecho margen.
Respecto al sector secundario y de la construcción, poco o nada se puede decir de su influencia que este tiene en el concejo, al ocupar tan solo a un 2 % de la población, siendo la construcción la actividad que mayor número de empleos crea.
Por último en lo que se refiere al sector terciario de los servicios, este representa en el concejo un 18 % del empleo, siendo el pequeño comercio y la rama de la administración las que generan la casi totalidad de los empleos, siendo desarrollada dicha actividad prácticamente por entera en la capital del concejo.

## Administración y política
La capital del concejo y casi la aglutinadora de la totalidad de la población es Pesoz (Pezós en asturiano). De terreno montañoso aunque de suave modulado y de cumbres ligeramente onduladas. Con graves problemas demográficos en la actualidad, la ganadería es la fuente de vida de la mayoría de la población. Se encuentra establecida en las confluencias de los ríos Agüeira y Aio, estableciéndose los caseríos alrededor del palacio de Ron.
- Pesoz (en gallego-asturiano: Pezós)

| Periodo   | Nombre                                | Partido | Partido                                    |
| --------- | ------------------------------------- | ------- | ------------------------------------------ |
| 1979-1983 | José Manuel Monteserín Álvarez-Linera |         | Unión de Centro Democrático (UCD)          |
| 1983-1991 | José Manuel Monteserín Álvarez-Linera |         | Alianza Popular (AP)                       |
| 1991-1995 | Antonio Cachán Losas                  |         | Centro Democrático y Social (CDS)          |
| 1995-2003 | Antonio Cachán Losas                  |         | Federación Socialista Asturiana (FSA-PSOE) |
| 2003-2021 | José Valledor Pereda                  |         | Federación Socialista Asturiana (FSA-PSOE) |
| 2021-2021 | Jesús Fernández Bustelo               |         | Federación Socialista Asturiana (FSA-PSOE) |

## Cultura

### Patrimonio

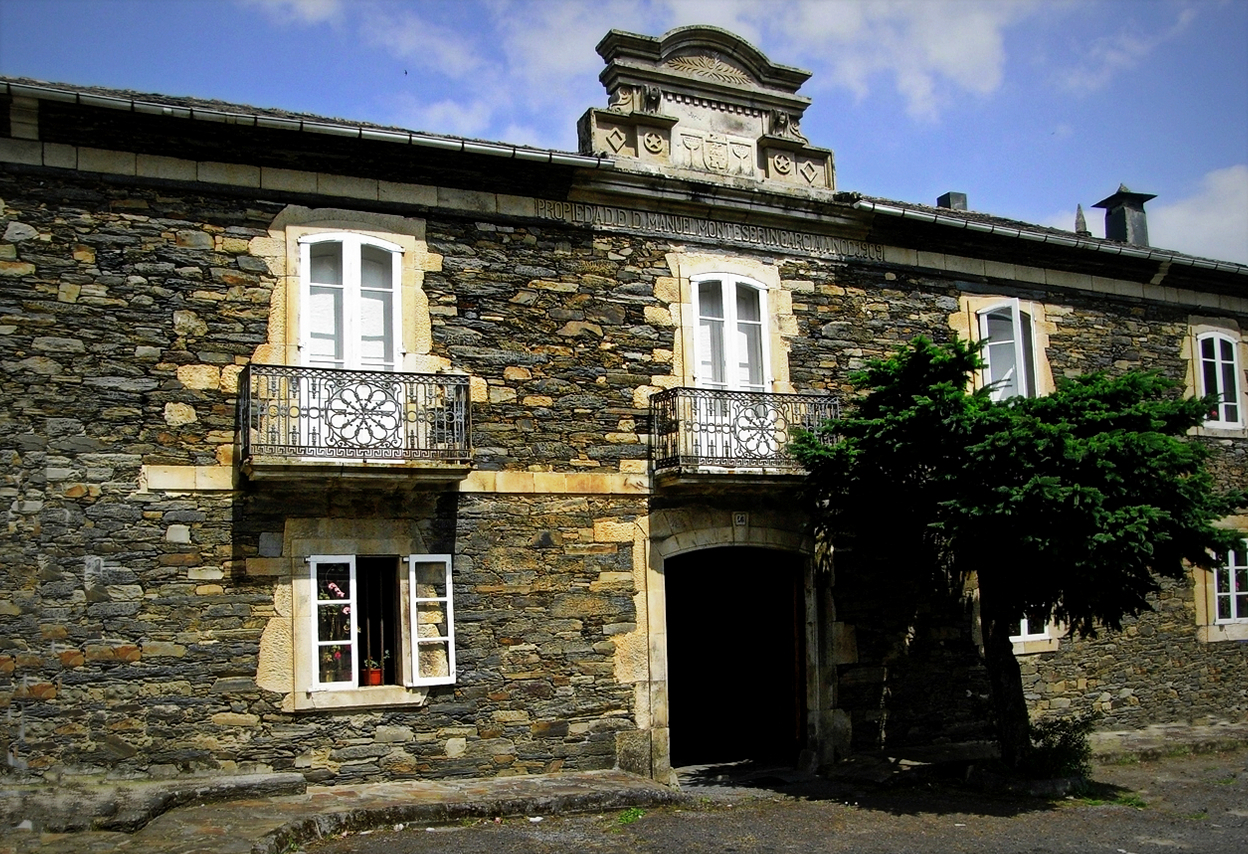
Palacio de Ron

El principal patrimonio artístico e histórico que hay en el concejo son los castros de Santa Cruz de Pesoz y de San Isidro en el límite del concejo vecino de San Martín de Oscos. Estos castros nos muestran los primeros asentamientos humanos y en ellos podemos observar como vivían y mantenían su defensa.
Aparte de los castros, también es de destacar el Palacio de Ron (toma el nombre de la familia Ron), en torno al cual se articula el casco urbano de la capital. Posee cuatro alas repartidas en torno a un patio central que sirve de distribuidor espacial. En 1909 sufre una remodelación la fachada principal, la cual consta de una puerta que se enmarca en arco escarzano, todo ello coronado con el escudo familiar. Dentro del mismo podemos contemplar una torre desde la que se puede observar todo el valle del Agüeira. El muro sur tiene dos ménsulas, las cuales se creen servían para sustentar un puente levadizo.
En cuanto a la obra religiosa, tenemos la Iglesia de Santiago de Pesoz originalmente románica, de la que contiene por lo menos en este estilo el ábside; su bóveda está decorada con pinturas referentes a la vida de Cristo. Además del ábside la iglesia se compone de una portada de acceso del siglo XV, una capilla lateral del siglo XVII y otra opuesta a esta del siglo XX. El edificio está construido con pizarra revocada, reforzada en las esquinas y vanos con sillares de piedra. La cubierta es también de pizarra.
El municipio dispone de un interesante Museo Etnológico
A la vez que este patrimonio histórico y artístico, Pesoz se caracteriza también por poseer un maravilloso patrimonio natural, muy hermoso y atractivo gracias a la supervivencia de la flora autóctona y de la flora de ribera. De enorme riqueza natural podemos decir que es la cuenca del río Agüeira, que nos muestra las especies propias del bosque ribereño, y que nos da como resultado un paisaje idílico.

### Fiestas
Entre sus principales fiestas, destacaremos:
- En el mes de febrero o marzo, carnaval en la localidad de Sanzo
- En el mes de junio, las fiestas de San Antonio en la localidad de Francos en día 13 y las fiestas de San Juan en la localidad de Sanzo el día 24.
- En el mes de julio, son las fiestas de Santa Marína en la localidad de Vilarmarzo el día 18.
- En el mes de agosto, son las fiestas de San Lorenzo en la localidad de Lixóu en día 10 y las fiestas de la Asunción en la localidad de Pesoz y las de San Roque en la localidad de Vilabrille, ambas en día 16. El día 24 las fiestas de San Bartolomé en la localidad de Serán.

La progresiva disminución de la población, ha hecho del mismo modo reducir el número de festejos municipales, aunque los que se celebran, nos muestran las viejas tradiciones que se conservan todavía en nuestros días. No puede faltar en los festejos un buen plato de la zona, siendo los caldos, los cocidos, y las carnes, ya sean bovinas o porcinas, las que configuran el exquisito manjar de la tierra. Y todo ello adornado con las maravillas de Pesoz, que son especies de dulces fritos con diferentes formas.